# Pelagio Antonio de Labastida y Dávalos
Pour les articles homonymes, voir Davalos.
Pelagio Antonio de Labastida y Dávalos (21 mars 1816, Zamora - 4 février 1891, Oacalco) est un ecclésiastique mexicain du XIXe siècle, archevêque de Mexico du 18 mars 1863 jusqu'à sa mort. Juriste, docteur en droit canon et politicien, il est membre de la régence impériale (du 18 juin 1863 au 17 novembre 1863) qui gouverna le Mexique puis invita Maximilien d'Autriche à accepter le trône du Mexique,.

## Carrière ecclésiastique
En 1830, il entre au séminaire de Morelia, où il deviendra plus tard professeur, puis directeur. Parmi ses condisciples on trouve Clemente Murguía, futur archevêque de Michoacán et Melchor Ocampo, futur ministre des affaires étrangères du Mexique.
Labastida est ordonné prêtre en 1839. Il est très vite connu comme un orateur conservateur, prêchant contre les idées libérales et démocratiques et opposé aux francs-maçons. Il est chanoine à Morelia en 1854. Il s'oppose, en chaire, aux doctrines des libéraux Melchor Ocampo et Miguel Lerdo de Tejada, les traitant d'hérétiques. Après le triomphe des conservateurs et l'avènement d'Antonio López de Santa Anna, en juillet 1855, il est consacré évêque de Puebla, en la cathédrale de Mexico. En décembre 1855 il utilise les fonds du diocèse pour soutenir la révolte d'Antonio Haro y Tamariz, parce que le gouvernement fédéral avait ordonné la vente de certains terrains du diocèse.
Après le retour des libéraux au pouvoir, en 1857, Labastida part en exil en Europe, où il complote contre le gouvernement libéral. Lors du retour au pouvoir des conservateurs, dirigés par le général Miguel Miramón, ce dernier l'invite à revenir au pays. Il est à nouveau, plus tard, exilé en Europe. En 1862, il rend visite à Maximilien de Habsbourg à Trieste. Au début de l'année suivante, il se rend en Italie pour y rencontrer le Pape Pie IX. Le 18 mars 1863, Pie IX le nomme archevêque de Mexico.

## L'intervention française
Lorsqu'en 1862, les Français envahissent le Mexique, en entrant à Mexico le 10 juin 1863, le général Forey convoque un conseil des notables pour débattre de la fondation d'un empire mexicain. Si tous s'accordent alors sur l'empire, il n'en est pas de même quant à celui qui recevra la couronne. C'est Labastida qui propose alors Maximilien d'Autriche dont le choix est adopté par acclamation.
Le 21 juin 1863, avec Juan Nepomuceno Almonte et José Mariano Salas, Labastida est désigné par le conseil des notables pour siéger au sein du conseil de régence de l'empire. Le triumvirat envoie une délégation en Europe pour y offrir la couronne à Maximilien. Labastida est démis le 17 novembre 1863, à cause d'un différend avec François Achille Bazaine, commandant des troupes françaises. (Bazaine tente d'imposer le programme napoléonien relatif aux propriétés de l'Église mais Labastida s'y oppose). Son remplaçant sera Juan Bautista de Ormaechea évêque de Tulancingo. De façon similaire, sa relation avec Maximilien va s'envenimer lorsque ce dernier décrètera la liberté de culte au Mexique.
Avec la fin de l'empire et le triomphe de la république en 1867, Labastida retourne en Europe de manière plus ou moins permanente, sans toutefois démissionner de sa position de chef de l'Église du Mexique. C'est à ce titre qu'il participe au Ier concile œcuménique du Vatican de 1869-1870. En 1871, le président Benito Juárez l'autorise à revenir au pays.